# Шогетен чоколаде
Шогетен чоколада је бренд немачке компаније Лудвиг чоколаде (нем. Ludwig Schokolade). Компанија, у којој се производи ова чоколада, носи назив Трумф чоколаде (нем. Trumpf Schokolade).

## Историја
Историја компаније сеже у давну 1857. годину, када је њен оснивач, Леонард Монхајм (нем. Leonard Monheim), по занимању апотекар, донео рецептуру за чоколаду из Италије и почео ручно да прави прве чоколадице у својој апотеци. Временом су увођене иновације у виду машина, стручњака, рецептура и територијалног ширења. Какао, шећер и маслац су састојци који су задржали своју традицију. 

## Прекретница
1962. година је година када је направљена иновација у сегменту чоколадних штанглица. Шогетен чоколаде су подељене у 18 коцкица чоколаде. Једна плочица садржи 100гр чоколаде. До данас постоји 15 врста овог производа.

## Укуси
- Млечна чоколада (црна и бела)[2]
- Комбинација воћа и јогурта
- Тирамису
- Марципан
- Арома кафе
- Нугат са орасима
- Кокос
- Лешник
- Капућино
- Комбинација јагода и шлага
- Тамна вишња
- Ванила
- Овсени колач (укус 2019. годинe)
- Страћатела
- Карамела

## Паковање и рециклажа
Амбалажу, пре свега, треба заштити од светлости и ваздуха, како би се задржао укус током дужег временског периода. Води се рачуна и о транспорт заштити Шогетен чоколада. 
Рециклажа и одрживост у великој мери зависе од потрошача. Амбалажа је увек била од картона и алуминијумске фолије. Данас рециклажа алуминијума и фолије добро функционише. Због тога је паковање ове чоколаде 95% рециклирајуће.